# Thảm họa tàu con thoi Challenger
Thảm họa tàu con thoi Challenger xảy ra ngày 28 tháng 1 năm 1986, tàu con thoi Challenger thực hiện phi vụ STS 51-L nhằm phóng vệ tinh TDRS-B và thực hiện chương trình "Giáo viên trong vũ trụ". Sau 73 giây, con tàu nổ tung trên bầu trời Đại Tây Dương, miền trung bang Florida đúng 11:38 trưa (16:38 UTC). Toàn bộ phi hành đoàn tử nạn.
Nguyên nhân của thảm họa này là do các vòng đệm bằng cao su trong tên lửa đẩy con tàu đã bị hỏng do nhiệt độ xuống thấp vào ban đêm. Chính sự cố này đã gây ra việc rò rỉ khí rất nóng có áp suất cao bên trong tên lửa đẩy ra ngoài và thổi trực tiếp vào bình nhiên liệu gắn ngoài và các phần lân cận. Luồng khí này có thể thấy rõ từ mặt đất từ giây thứ 64 của vụ phóng. Các cấu trúc gắn kết tên lửa trong hệ thống phóng tàu nhanh chóng bị vỡ. Một giây trước tai nạn, luồng khí này làm thủng bình nhiên liệu ngoài. Hỗn hợp hydro lỏng và oxy lỏng bên trong bình bị đốt nóng gây nổ lớn làm vỡ đôi bình nhiên liệu ngoài. Tuy nhiên con tàu vẫn tiếp tục bay trên không trung nhưng bị mất ổn định. Cuối cùng hỗn hợp nhiên liệu còn lại phát nổ làm tàu tách khỏi bình nhiên liệu và tên lửa rồi mất hết lực đẩy cần thiết, các động cơ và cánh tàu rời ra, cabin và phần đầu của tàu tách khỏi khoang hàng hóa và tất cả cùng rơi xuống biển kết thúc quá trình hoạt động của tàu con thoi Challenger.